# Ministri dell'interno della Germania
I Ministri dell'interno della Germania dal 1879 ad oggi sono i seguenti.

## Lista

### Segretari di Stato per gli affari interni, 1879–1919
Partiti
  Zentrum
  Partito Conservatore Liberale
  Partito Popolare Nazionale Tedesco
  Partito Socialdemocratico
| No. | Foto                      | Nome                         | Mandato                       | Mandato          | Governo                             | Cancelliere                           | Cancelliere                   |
| No. | Foto                      | Nome                         | Inizio                        | Termine          | Governo                             | Cancelliere                           | Cancelliere                   |
| --- | ------------------------- | ---------------------------- | ----------------------------- | ---------------- | ----------------------------------- | ------------------------------------- | ----------------------------- |
| 1   |                           | Karl von Hofmann             | 21 dicembre 1879              | 31 agosto 1880   | Bismarck                            |                                       | Otto von Bismarck             |
| 2   |                           | Karl Heinrich von Boetticher | 1 settembre 1880              | 1 luglio 1897    | Bismarck                            |                                       | Otto von Bismarck             |
| 2   | Caprivi                   | Karl Heinrich von Boetticher | 1 settembre 1880              | 1 luglio 1897    |                                     | Leo von Caprivi                       |                               |
| 2   | Hohenlohe-Schillingsfürst | Karl Heinrich von Boetticher | 1 settembre 1880              | 1 luglio 1897    |                                     | Chlodwig zu Hohenlohe-Schillingsfürst |                               |
| 3   | Hohenlohe-Schillingsfürst |                              | Arthur von Posadowsky-Wehner  | 1 luglio 1897    | 24 giugno 1907                      | Chlodwig zu Hohenlohe-Schillingsfürst |                               |
| 3   | Bülow                     |                              | Arthur von Posadowsky-Wehner  | 1 luglio 1897    | 24 giugno 1907                      | Bernhard von Bülow                    |                               |
| 4   | Bülow                     |                              | Theobald von Bethmann-Hollweg | 24 giugno 1907   | 10 luglio 1909                      | Bernhard von Bülow                    |                               |
| 5   |                           | Clemens von Delbrück         | 14 luglio 1909                | 22 maggio 1916   | Bethmann-Hollweg                    |                                       | Theobald von Bethmann-Hollweg |
| 6   |                           | Karl Helfferich              | 22 maggio 1916                | 24 ottobre 1917  | Bethmann-Hollweg                    |                                       | Theobald von Bethmann-Hollweg |
| 6   | Michaelis                 | Karl Helfferich              | 22 maggio 1916                | 24 ottobre 1917  |                                     | Georg Michaelis                       |                               |
| 7   | Michaelis                 |                              | Max Wallraf                   | 25 ottobre 1917  | 9 novembre 1918                     | Georg Michaelis                       |                               |
| 7   | Hertling                  |                              | Max Wallraf                   | 25 ottobre 1917  | 9 novembre 1918                     | Georg von Hertling                    |                               |
| 7   | Baden                     |                              | Max Wallraf                   | 25 ottobre 1917  | 9 novembre 1918                     | Massimiliano di Baden                 |                               |
| 8   |                           | Karl von Trimborn            | 14 novembre 1918              | 13 febbraio 1919 | Consiglio dei Commissari del Popolo |                                       | Friedrich Ebert               |

### Ministri dell'interno, 1919-1945
Partiti
  Partito Democratico Tedesco
  Partito Socialdemocratico
  Partito di Centro Tedesco
  Indipendente
  Partito Popolare Tedesco
  Partito Popolare Nazionale Tedesco
  Partito Nazionalsocialista Tedesco dei Lavoratori
Stato
  Ministro facente funzioni
| No. | Foto             | Nome               | Mandato          | Mandato              | Governo        | Cancelliere                    | Cancelliere         |
| No. | Foto             | Nome               | Inizio           | Termine              | Governo        | Cancelliere                    | Cancelliere         |
| --- | ---------------- | ------------------ | ---------------- | -------------------- | -------------- | ------------------------------ | ------------------- |
| 1   |                  | Hugo Preuss        | 13 febbraio 1919 | 20 giugno 1919       | Scheidemann    |                                | Philipp Scheidemann |
| 2   |                  | Eduard David       | 21 giugno 1919   | 3 ottobre 1919       | Bauer          |                                | Gustav Bauer        |
| 3   |                  | Erich Koch-Weser   | 3 ottobre 1919   | 26 marzo 1920        | Bauer          |                                | Gustav Bauer        |
| 3   | 27 marzo 1920    | Erich Koch-Weser   | 21 giugno 1920   | Müller I             |                | Hermann Müller                 |                     |
| 3   | 25 giugno 1920   | Erich Koch-Weser   | 4 maggio 1921    | Fehrenbach           |                | Konstantin Fehrenbach          |                     |
| 4   |                  | Georg Gradnauer    | 10 maggio 1921   | 22 ottobre 1921      | Wirth I        |                                | Joseph Wirth        |
| 5   |                  | Adolf Köster       | 26 ottobre 1921  | 14 novembre 1922     | Wirth II       |                                | Joseph Wirth        |
| 6   |                  | Rudolf Oeser       | 22 novembre 1922 | 12 agosto 1923       | Cuno           |                                | Wilhelm Cuno        |
| 7   |                  | Wilhelm Sollmann   | 14 agosto 1923   | 3 novembre 1923      | Stresemann I   |                                | Gustav Stresemann   |
| 8   |                  | Karl Jarres        | 11 novembre 1923 | 30 novembre 1923     | Stresemann II  |                                | Gustav Stresemann   |
| 8   | 30 novembre 1923 | Karl Jarres        | 26 maggio 1924   | Marx I               |                | Wilhelm Marx                   |                     |
| 8   | 3 giugno 1924    | Karl Jarres        | 15 dicembre 1924 | Marx II              |                | Wilhelm Marx                   |                     |
| 10  |                  | Martin Schiele     | 15 dicembre 1924 | 23 ottobre 1925      | Luther I       |                                | Hans Luther         |
| -   |                  | Otto Geßler        | 23 ottobre 1925  | 5 dicembre 1925      | Luther I       |                                | Hans Luther         |
| 11  |                  | Wilhelm Külz       | 20 gennaio 1926  | 12 maggio 1926       | Luther II      |                                | Hans Luther         |
| 11  | 12 maggio 1926   | Wilhelm Külz       | 17 dicembre 1926 | Marx III             |                | Wilhelm Marx                   |                     |
| 12  |                  | Walter von Keudell | 8 gennaio 1927   | 12 giugno 1928       | Marx IV        | Wilhelm Marx                   |                     |
| 13  |                  | Carl Severing      | 28 giugno 1928   | 27 marzo 1930        | Müller II      |                                | Hermann Müller      |
| 14  |                  | Joseph Wirth       | 30 marzo 1930    | 7 ottobre 1931       | Brüning I      |                                | Heinrich Brüning    |
| 15  |                  | Wilhelm Groener    | 9 ottobre 1931   | 30 maggio 1932       | Brüning II     |                                | Heinrich Brüning    |
| 16  |                  | Wilhelm von Gayl   | 1 giugno 1932    | 17 novembre 1932     | Papen          |                                | Franz von Papen     |
| 16  |                  | Wilhelm von Gayl   | 1 giugno 1932    | 17 novembre 1932     | Papen          |                                | Franz von Papen     |
| 17  |                  | Franz Bracht       | 3 dicembre 1932  | 28 gennaio 1933      | Schleicher     |                                | Kurt von Schleicher |
| 18  |                  | Wilhelm Frick      | 30 gennaio 1933  | 20 agosto 1943       | Hitler         |                                | Adolf Hitler        |
| 19  |                  | Heinrich Himmler   | 24 agosto 1943   | 29 aprile 1945       | Hitler         |                                | Adolf Hitler        |
| 20  |                  | Paul Giesler       | 30 aprile 1945   | 2 maggio 1945        | Goebbels       |                                | Joseph Goebbels     |
| 20  | 2 maggio 1945    | Paul Giesler       | 6 maggio 1945    | Schwerin von Krosigk |                | Lutz Graf Schwerin von Krosigk |                     |
| 21  |                  | Wilhelm Stuckart   | 6 maggio 1945    | Schwerin von Krosigk | 23 maggio 1945 | Lutz Graf Schwerin von Krosigk |                     |

### Ministri dell'interno della Repubblica Democratica Tedesca, 1949-1990
Partiti
  Partito Socialista Unificato
  Partito del Socialismo Democratico
  Unione Sociale Tedesca
  Unione Cristiano Democratica
| No. | Foto             | Nome                  | Mandato          | Mandato          | Presidente del Consiglio dei Ministri | Presidente del Consiglio dei Ministri |
| No. | Foto             | Nome                  | Inizio           | Termine          | Presidente del Consiglio dei Ministri | Presidente del Consiglio dei Ministri |
| --- | ---------------- | --------------------- | ---------------- | ---------------- | ------------------------------------- | ------------------------------------- |
| 1   |                  | Karl Steinhoff        | 11 ottobre 1949  | 6 maggio 1952    |                                       | Otto Grotewohl                        |
| 2   |                  | Willi Stoph           | 6 maggio 1952    | 1 luglio 1955    |                                       | Otto Grotewohl                        |
| 3   |                  | Karl Maron            | 1 luglio 1955    | 14 novembre 1963 |                                       | Otto Grotewohl                        |
| 4   |                  | Friedrich Dickel      | 14 novembre 1963 | 7 novembre 1989  |                                       | Otto Grotewohl                        |
| 4   | Willi Stoph      | Friedrich Dickel      | 14 novembre 1963 | 7 novembre 1989  |                                       |                                       |
| 4   | Horst Sindermann | Friedrich Dickel      | 14 novembre 1963 | 7 novembre 1989  |                                       |                                       |
| 4   | Willi Stoph      | Friedrich Dickel      | 14 novembre 1963 | 7 novembre 1989  |                                       |                                       |
| 5   |                  | Lothar Ahrendt        | 7 novembre 1989  | 12 aprile 1990   |                                       | Hans Modrow                           |
| 5   |                  | Lothar Ahrendt        | 7 novembre 1989  | 12 aprile 1990   |                                       | Hans Modrow                           |
| 6   |                  | Peter-Michael Diestel | 12 aprile 1990   | 2 ottobre 1990   |                                       | Lothar de Maizière                    |

### Ministri dell'interno (Bundesminister des Innern), (dal 1949)
Partiti
  Unione Cristiano Democratica
  Unione Cristiano Sociale
  Partito Liberale Democratico
  Partito Socialdemocratico
| No. | Foto             | Nome                   | Mandato           | Mandato          | Governo          | Cancelliere federale | Cancelliere federale |
| No. | Foto             | Nome                   | Inizio            | Termine          | Governo          | Cancelliere federale | Cancelliere federale |
| --- | ---------------- | ---------------------- | ----------------- | ---------------- | ---------------- | -------------------- | -------------------- |
| 1   |                  | Gustav Heinemann       | 20 settembre 1949 | 11 ottobre 1950  | Adenauer I       |                      | Konrad Adenauer      |
| 2   |                  | Robert Lehr            | 11 ottobre 1950   | 20 ottobre 1953  | Adenauer I       |                      | Konrad Adenauer      |
| 3   |                  | Gerhard Schröder       | 20 ottobre 1953   | 29 ottobre 1957  | Adenauer II      |                      | Konrad Adenauer      |
| 3   | 29 ottobre 1957  | Gerhard Schröder       | 13 novembre 1961  | Adenauer III     |                  |                      | Konrad Adenauer      |
| 4   |                  | Hermann Höcherl        | 14 novembre 1961  | 19 novembre 1962 | Adenauer IV      |                      | Konrad Adenauer      |
| 4   | 19 novembre 1962 | Hermann Höcherl        | 17 ottobre 1963   | Adenauer V       |                  |                      | Konrad Adenauer      |
| 4   | 17 ottobre 1963  | Hermann Höcherl        | 26 ottobre 1965   | Erhard I         |                  | Ludwig Erhard        |                      |
| 5   |                  | Paul Lücke             | 26 ottobre 1965   | 30 novembre 1966 | Erhard II        | Ludwig Erhard        |                      |
| 5   | 1º dicembre 1966 | Paul Lücke             | 2 aprile 1968     | Kiesinger        |                  | Kurt Georg Kiesinger |                      |
| 6   |                  | Ernst Benda            | 2 aprile 1968     | Kiesinger        | 21 ottobre 1969  | Kurt Georg Kiesinger |                      |
| 7   |                  | Hans-Dietrich Genscher | 22 ottobre 1969   | 15 dicembre 1972 | Brandt I         |                      | Willy Brandt         |
| 7   | 15 dicembre 1972 | Hans-Dietrich Genscher | 16 maggio 1974    | Brandt II        |                  |                      | Willy Brandt         |
| 8   |                  | Werner Maihofer        | 16 maggio 1974    | 14 dicembre 1976 | Schmidt I        |                      | Helmut Schmidt       |
| 8   | 16 dicembre 1976 | Werner Maihofer        | 8 giugno 1978     | Schmidt II       |                  |                      | Helmut Schmidt       |
| 9   |                  | Gerhart Baum           | 8 giugno 1978     | Schmidt II       | 4 novembre 1980  |                      | Helmut Schmidt       |
| 9   | 6 novembre 1980  | Gerhart Baum           | 17 settembre 1982 | Schmidt III      |                  |                      | Helmut Schmidt       |
| 10  |                  | Jürgen Schmude         | 17 settembre 1982 | Schmidt III      | 1º ottobre 1982  |                      | Helmut Schmidt       |
| 11  |                  | Friedrich Zimmermann   | 4 ottobre 1982    | 29 marzo 1983    | Kohl I           |                      | Helmut Kohl          |
| 11  | 30 marzo 1983    | Friedrich Zimmermann   | 11 marzo 1987     | Kohl II          |                  |                      | Helmut Kohl          |
| 11  | 11 marzo 1987    | Friedrich Zimmermann   | 21 aprile 1989    | Kohl III         |                  |                      | Helmut Kohl          |
| 12  |                  | Wolfgang Schäuble      | 21 aprile 1989    | Kohl III         | 11 gennaio 1991  |                      | Helmut Kohl          |
| 12  | 11 gennaio 1991  | Wolfgang Schäuble      | 26 novembre 1991  | Kohl IV          |                  |                      | Helmut Kohl          |
| 13  |                  | Rudolf Seiters         | 26 novembre 1991  | Kohl IV          | 7 luglio 1993    |                      | Helmut Kohl          |
| 14  |                  | Manfred Kanther        | 7 luglio 1993     | Kohl IV          | 17 novembre 1994 |                      | Helmut Kohl          |
| 14  | 17 novembre 1994 | Manfred Kanther        | 27 ottobre 1998   | Kohl V           |                  |                      | Helmut Kohl          |
| 15  |                  | Otto Schily            | 27 ottobre 1998   | 22 ottobre 2002  | Schröder I       |                      | Gerhard Schröder     |
| 15  | 22 ottobre 2002  | Otto Schily            | 22 novembre 2005  | Schröder II      |                  |                      | Gerhard Schröder     |
| 16  |                  | Wolfgang Schäuble      | 22 novembre 2005  | 28 ottobre 2009  | Merkel I         |                      | Angela Merkel        |
| 17  |                  | Thomas de Maizière     | 28 ottobre 2009   | 3 marzo 2011     | Merkel II        |                      | Angela Merkel        |
| 18  |                  | Hans-Peter Friedrich   | 3 marzo 2011      | 17 dicembre 2013 | Merkel II        |                      | Angela Merkel        |
| 19  |                  | Thomas de Maizière     | 17 dicembre 2013  | 14 marzo 2018    | Merkel III       |                      | Angela Merkel        |
| 20  |                  | Horst Seehofer         | 14 marzo 2018     | 8 dicembre 2021  | Merkel IV        |                      | Angela Merkel        |
| 21  |                  | Nancy Faeser           | 8 dicembre 2021   | 6 maggio 2025    | Scholz           |                      | Olaf Scholz          |
| 22  |                  | Alexander Dobrindt     | 6 maggio 2025     | in carica        | Merz             |                      | Friedrich Merz       |